# Испанска социалистическа работническа партия
Испанската социалистическа работническа партия (на испански: Partido Socialista Obrero Español) е лявоцентристка социалдемократическа политическа партия в Испания. 
Испанската социалистическа работническа партия е основана през 1879 година. Между 1939 и 1977 година, при режима на Франсиско Франко, партията е забранена. След нейното възстановяване тя е водещата лява партия в страната и управлява през 1982 – 1996 и 2004 – 2011 година. На изборите през ноември 2011 година остава на второ място с 29% от гласовете. През 2015 година отново е втора с 22% от гласовете и 90 от 350 места в Конгреса на депутатите. През 2016 година леко влошава резултата си с 23% от гласовете и 85 депутатски места. След успешен вот на недоверие срещу правителството на Мариано Рахой от края на май и началото на юни 2018 г. лидерът на ИСРП (тогава с втора по големина парламентарна група) Педро Санчес съставя лявоцентристко правителство.